# Eee Pad
L'Eee Pad est  une tablette développée par Asus dont la commercialisation a été lancée début 2011, et connue sous la référence EP101TC. Il est possible d'associer l'écran à un clavier pour obtenir l'équivalent d'un portable. Sous le clavier, il y a une batterie. L'écran tactile sans clavier mesure soit 10 ou 12 pouces. Il est compatible avec le Flash, contrairement à l'IPad .
Les connecteurs sont les lecteurs de cartes SD/MS, logement pour carte SIM, sortie HDMI et USB .
La plus petite version pèse 675 g et présente une épaisseur de 12,2 mm.
Le système d'exploitation est Windows 7 Embedded et le processeur un Intel Core 2 Duo CULV.